# جمعية تاريخ العصور الوسطى
جمعية تاريخ العصور الوسطى هي منظمة دولية ومتعددة التخصصات تأسست لتسهيل عمل العلماء المهتمين بسجلات العصور الوسطى والتسلسلات الزمنية، أو بشكل عام تاريخ العصور الوسطى. تأسست في عام 1999 وفي فبراير 2011 كان لديها 380 عضوًا.

## الأهداف والتاريخ
كانت الحوليات والتسلسلات الزمنية هي الأنواع الرئيسية للكتابة التاريخية في العصور الوسطى، وبالتالي كانت دائمًا ذات أهمية كبيرة للمؤرخين. لم يتم إدراك مدى اهتمامهم أيضًا بطلاب الأدب في العصور الوسطى أو اللغويات التاريخية إلا في الجزء الأخير من القرن العشرين. نظرًا لتوضيح العديد من السجلات، فهي أيضًا موضوع دراسة مثمر لمؤرخي الفن. كانت الرغبة في منتدى يمكن أن تعمل فيه هذه التخصصات معًا هي التي أدت إلى تأسيس الجمعية.
بدأ تاريخ المجتمع بسلسلة من المؤتمرات الثلاثية في البداية في أوترخت، ولكن في وقت لاحق انتقل من مكان إلى آخر. استضاف هذه المؤتمرات المبكرة إريك كوبر (دراسات اللغة الإنجليزية في أوترخت). وفي ثاني هذه المؤتمرات عام 1999 تأسست الجمعية رسمياً.
تحتفظ الجمعية بموقع على شبكة الإنترنت ممول من جامعة ليفربول، وتنشر رسالة إخبارية منتظمة بمعلومات عن المنشورات الحديثة في مجال السجلات.

## مجلة وقائع العصور الوسطى
نشر رودوبي مجلدات من وقائع المؤتمرات الثلاثة الأولى، عندما تأسست الجمعية تم تحويل هذا المنشور الذي ينشركل ثلاث سنوات إلى كتاب سنوي وهو الآن مجلة «وقائع القرون الوسطى» .
المجلة تصدر في ثلاث لغات مع مقالات باللغة الإنجليزية والفرنسية والألمانية بالإضافة إلى وقائع مؤتمرات الجمعية، وكذلك ندوة كامبريدج كرونيكل، تتضمن المجلة أبحاثًا مقدمة بشكل مستقل عن المؤتمرات، كما نُشر هنا عدد من النسخ النصية من بقية الوقائع.

## المؤتمرات
المؤتمرات حتى الآن:
1996 أوترخت (دريبيرجين)
1999 أوترخت (دريبيرجين) 
2002 أوترخت (دورن)
2005 ريدنغ
2008 بلفاست
2011 بيتش 
2014 ليفربول
2017 لشبونة
2021 (مخطط) بوزنان (تأجل من عام 2020 بسبب جائحة Covid-19)

## المشاريع
وقد استلهمت عددًا من المشاريع متعددة التخصصات من المجتمع، بما في ذلك مرجع الذخيرة (Repertorium Chronicarum) وهي قاعدة بيانات على الإنترنت تضم مخطوطات وقائع لاتينية يحتفظ بها دان إمبري على الموقع الإلكتروني لجامعة ولاية مسيسيبي.
وكان أحد المشاريع الرئيسية للجمعية موسوعة وقائع القرون الوسطى التي نشرت في ليدن من قبل بريل وتحرير غرايم دنفي، تحتوي حوالي 2500 مقال قصيرنوعًا ما وبعض المؤلفات الفرديّة أو على بعض الأعمال المجهولة. غالبية هؤلاء هم من العالم المسيحي الغربي، ولكن هناك أيضًا مقالات عن روايات سلافية وبيزنطية والسريانية وإسلامية ويهودية. هذه تعطي معلومات عن التاريخ واللغة والشكل والمخطوطات التقليدية، ومناقشة القضايا التي تم تسليط الضوء عليها في المنح الدراسية الأخيرة. وهناك أيضا حوالي 60 مقالة موضوعية أطول عن جوانب معينة من التسلسلات الزمنية، ظهرت الطبعة الورقية من مجلدين في عام 2010 تحوي حوالي 1830 صفحة، مع حوالي 60 رسمًا توضيحيًا بالأبيض والأسود، وقد تعاون حوالي 450 باحثاً في كتابتها، بينما ظهرت طبعة إلكترونية مع مقالات إضافية في عام 2012، شارك في تحريرها كريستيان براتو، كما ظهر تحديث مع توسعات كبيرة في عام 2016.